# ديفيد مارتن (مراسل)
ديفيد مارتن (بالإنجليزية: David Martin)‏ هو مراسل أمريكي، ولد في 28 يوليو 1943 في واشنطن العاصمة في الولايات المتحدة.

## وصلات خارجية
- دايفيد مارتن على موقع إن إن دي بي (الإنجليزية)